# 노예 시장
노예 시장(영어: Slave Market)은 노예가 사고 팔리는 장소를 뜻한다. 특히 이 시장들은 노예의 역사, 특히 아랍의 노예 매매와 미합중국의 지역간 노예 매매에서 주요한 현상 가운데 하나가 되었다.

## 아랍 노예 매매

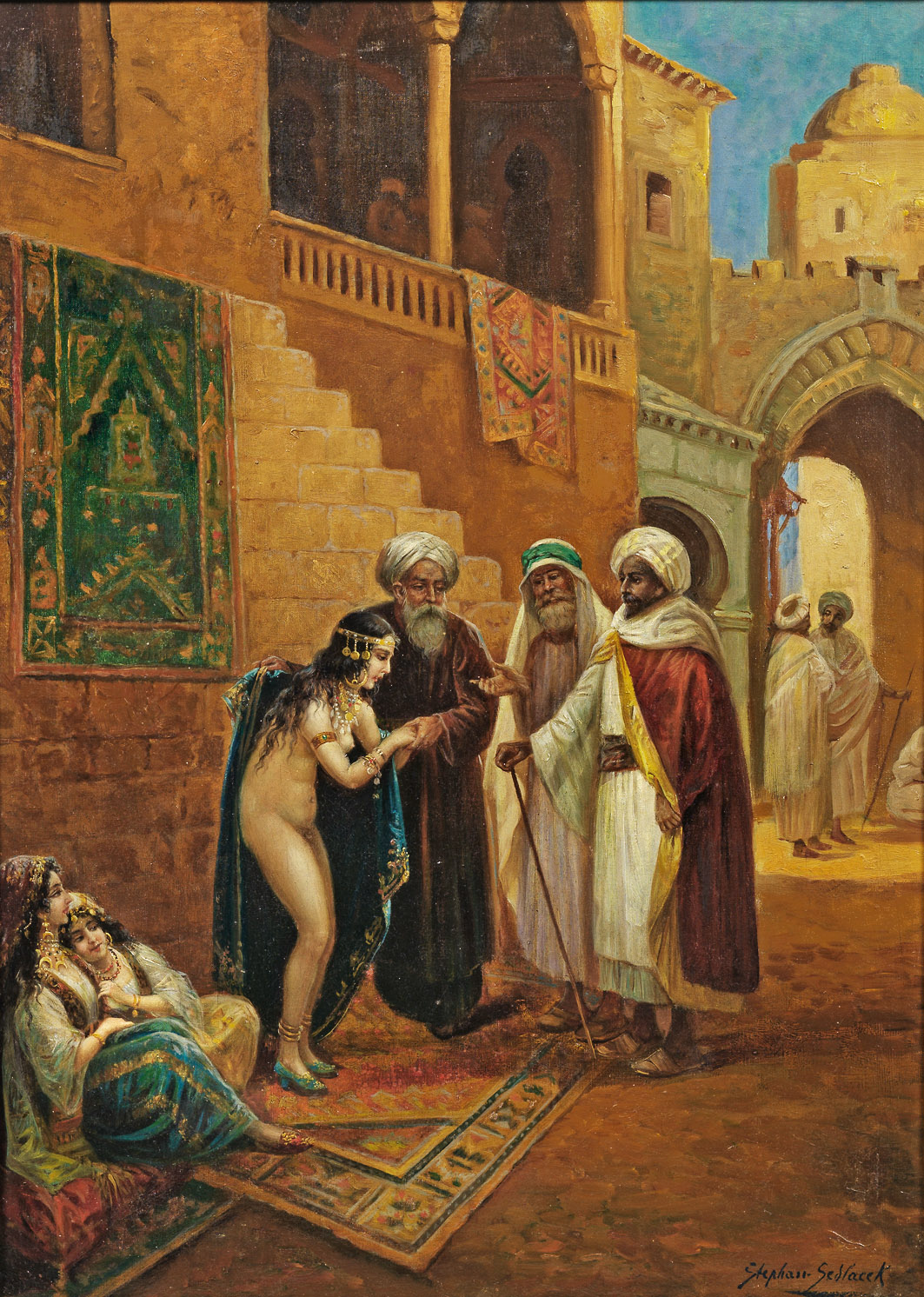
노예 시장: Stephan Sedlacek의 그림.

14세기 중순 오스만 제국에서 노예들은 대부분의 도시에 위치한 Esir나 Yesir로 불렸던 특수한 시장에서 거래되었다. 정복자 술탄 메흐메트 2세는 1460년대 콘스탄티노플에 과거에 비잔틴 노예 시장이 있었던 지역으로 추정되는 최초의 오스만 노예 시장을 설립하였다. 니콜라스 드 니콜라이에 따르면 연령과 성별을 가리지 않고 노예들이 있었으며 잠재적인 구매자가 온전히 검사할 수 있도록 벗겨진 채로 전시되었다.

## 유럽
기타 유럽의 수많은 노예 시장들 가운데 제노바, 베네치아는 그 중 잘 알려진 시장들이며 이에 대한 중요성과 수요는 유럽 노동력의 다수가 사망한 14세기 대역병 이후 상승하였다. 라구스 해양 도시는 수입된 아프리카계 노예 판매를 위해 포르투갈에서 만들어진 최초의 노예 시장이었으며, 그 이름은 Mercado de Escravos이고 1444년 문을 열었다.

## 아프리카
노예 매매는 고대부터 북아프리카에서 존재했으며 아프리카계 노예들은 사하라 종단 무역로를 통해 도달하였다. 북아프리카 해안의 도시들은 로마 시대에 노예 시장을 기록하였으며 이러한 경향은 중세로까지 이어졌다.

## 북아메리카
미국 국내의 노예 교역은 1815년 주된 경제 활동 요소가 되었으며 1860년대까지 지속되었다.